# Dietrich Nietzel
Dietrich Nietzel (* 1703 in Hamburg; † kurz vor, oder am 27. September 1756 in Uppsala) war ein deutscher Gärtner.

## Leben und Wirken
Nietzel arbeitete als Gärtner in Niedersachsen und im englischen Southampton, bevor er nach Holland zog. Hier wurde er vom George Clifford für die Pflege seines Gartens in Hartekamp eingestellt. Von 1735 bis 1737 arbeitete er dort mit Carl von Linné zusammen, der als privater Botaniker dort angestellt war. 1739 bot ihm Linné den Posten des Hauptgärtners des Alten Botanischen Gartens der Universität Uppsala an. Nietzel nahm an und verbrachte den Rest seines Lebens in Uppsala, wo die Gärten unter seiner Obhut gediehen. Nietzel trug dazu bei, dass Linné eine Liste von 3000 Pflanzen veröffentlichen konnte, die dort angebaut wurden. Nach Nietzels Tod im September 1756, er starb an einer Infektion, verfielen die Gärten, weil Linné keinen geeigneten Nachfolger finden konnte. Da seine Frau am Schwachsinn litt – “Periit Hortulanus meus; reliquit stultam uxorem, et filium valde juvenem 10 annorum […]. ubi nunc Hortulanum reperiam?” (deutsch: „Verstorben ist mein Gärtner; zurücklassend seine schwachsinnige Frau und einen 10-jährigen Sohn […]. Wo finde ich nun einen Gärtner?“) lebte seine Tochter für einige Zeit in Linnés Haus.

## Nachweise